# Comunità degli italiani di Abbazia

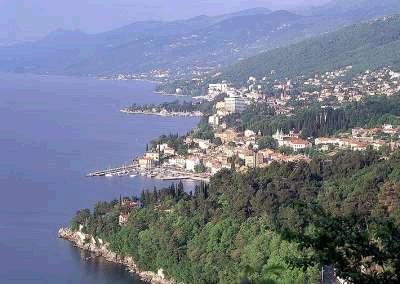
Vista panoramica di Abbazia

La Comunità degli italiani di Abbazia  (in croato: Zajednica Talijana Opatija) è una delle comunità storiche presenti nell'area istro-quarnerina in quanto operativa sin dal 1946 ma, a seguito della forte politica di assimilazione e alla conseguente chiusura delle istituzioni scolastiche italiane (nel 1948), l'attività si bloccò per oltre due decenni fino a quando, nel 1971, su iniziativa dell'abbaziano Pietro Nutrizio (deceduto a 82 anni nel 2007) venne ricostituita la comunità.

## Descrizione
La CI di Abbazia è ospitata su due vani, con una superficie totale di 60 m², della locale "casa di cultura" di proprietà comunale, per questo, come nel caso di altre CI l'Unione italiana sta cercando di trovare una sede più appropriata.
La CI dispone di una biblioteca ricca di volumi in lingua italiana con annessa sala di lettura e servizi.
Già da diversi anni presso la sede centrale della scuola materna di Abbazia è possibile per i bambini figli di connazionali frequentare una sezione apposita nella quale si svolge un programma di educazione prescolare bilingue (in lingua italiana e in lingua croata), proprio come avviene nella sezione periferica di Laurana.
Tra le iniziative promosse dal sodalizio vanno ricordati il Torneo ragionale e internazionale di briscola e tresette giunto alla XXIII edizione e l'ex tempore di pittura "Il mandracchio" (X edizione, che ora si svolge in collaborazione con gli enti locali). La CI di Abbazia ha avuto il merito di aver installato un ripetitore per la ricezione di TVC, onde permettere ai soci di seguire l'unica emittente televisiva operante in lingua italiana per la nostra comunità nazionale.
Come altre CI anche la comunità di Abbazia soffre la carenza di giovani al suo interno a causa, tra i motivi principali, della mancanza di una istituzione scolastica italiana, tuttavia è opportuno segnalare negli ultimi tempi un'inversione di suddetta tendenza grazie alle molteplici attività svolte rivolte specialmente ai giovani.
I soci con diritto di voto sono 419 (dati UI 2010).